# Монтекоронаро (Форли-Чезена)
Монтекоронаро (итал. Montecoronaro) је насеље у Италији у округу Форли-Чезена, региону Емилија-Ромања.
Према процени из 2011. у насељу је живело 58 становника. Насеље се налази на надморској висини од 905 м.